# Шемшево (Болгария)
Шемшево (болг. Шемшево) — село в Болгарии. Находится в Великотырновской области, входит в общину Велико-Тырново. Население составляет 570 человек (2022).

## Политическая ситуация
В местном кметстве Шемшево, в состав которого входит Шемшево, должность кмета (старосты) исполняет Иван Иванов Иванов (независимый) по результатам выборов правления кметства.
Кмет (мэр) общины Велико-Тырново — Румен Рашев (независимый) по результатам выборов в правление общины.